# Strijkkwartet nr. 7 (Villa-Lobos)
Heitor Villa-Lobos componeerde zijn Strijkkwartet nr. 7 in 1942 in Rio de Janeiro. Het is zijn langste en volgens sommige muziekkenners ook zijn moeilijkste. De moeilijkheid heeft te maken met het feit dat het werk qua stijl ligt op de grens tussen tonaal en atonaal, hetgeen wil zeggen dat het oor denkt een toonsoort te kunnen ontdekken terwijl dat in de partituur niet het geval is. Het kwartet is mede zo lastig omdat het vol zit met lange virtuoze solopassages voor alle stemmen. De première vond plaats in Rio de Janeiro; het Gemeentetheater van die stad.

## Delen
1. Allegro
2. Andante
3. Scherzo: Allegro vivace
4. Allegro giusto

## Bron en discografie
- Uitgave Briljant Classic : Cuarteto Latinamericano
- Naxos : Danubius Kwartet

Strijkkwartet nr. 1 · Strijkkwartet nr. 2 · Strijkkwartet nr. 3 · Strijkkwartet nr. 4 · Strijkkwartet nr. 5 · Strijkkwartet nr. 6 · Strijkkwartet nr. 7 · Strijkkwartet nr. 8 · Strijkkwartet nr. 9 · Strijkkwartet nr. 10 · Strijkkwartet nr. 11 · Strijkkwartet nr. 12 · Strijkkwartet nr. 13 · Strijkkwartet nr. 14 · Strijkkwartet nr. 15 · Strijkkwartet nr. 16 · Strijkkwartet nr. 17